# Торпедный аппарат

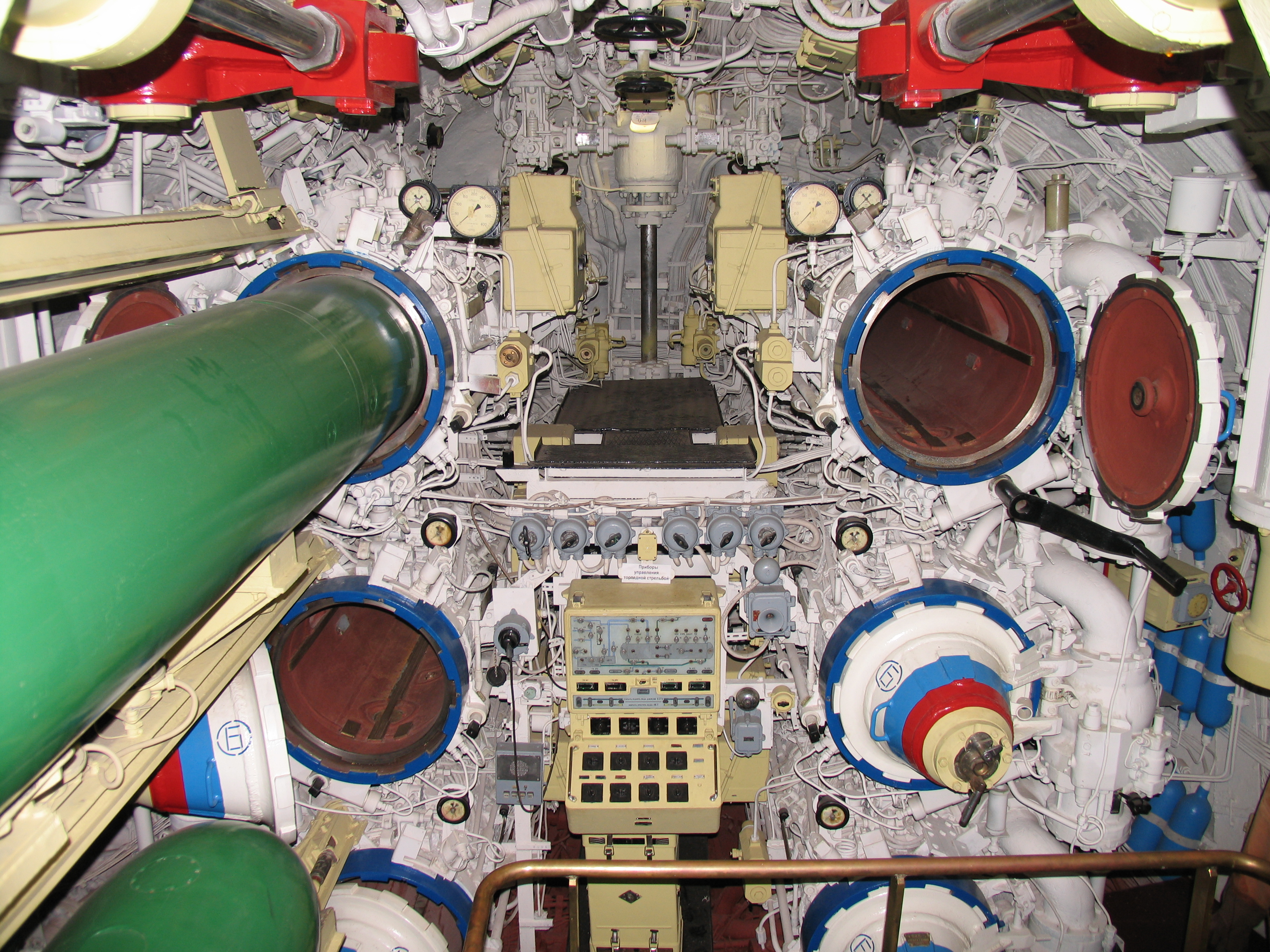
Торпедные аппараты подводной лодки Б-396 проекта 641Б.

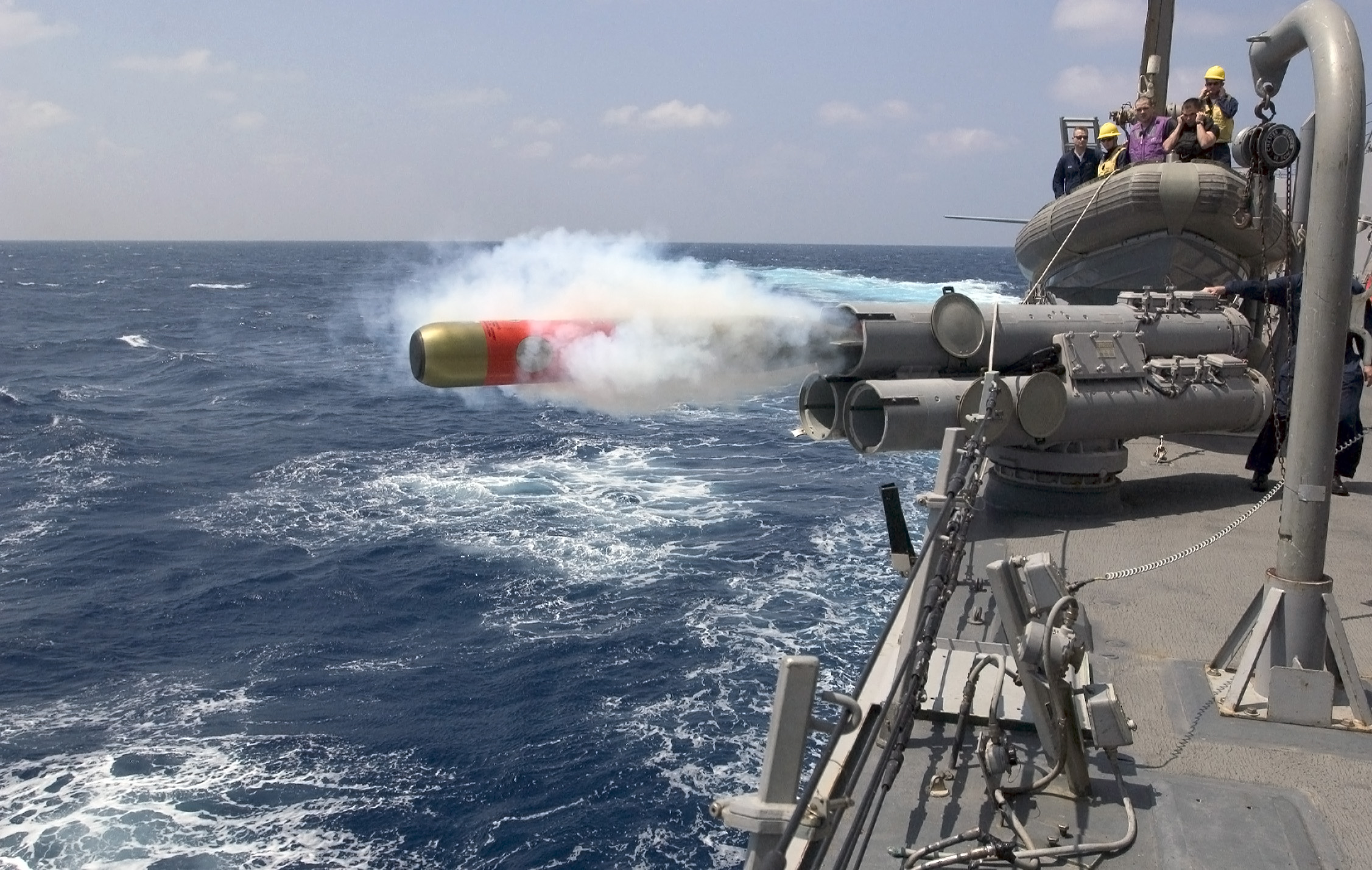
Торпедный аппарат надводного корабля USS Mustin (DDG-89).

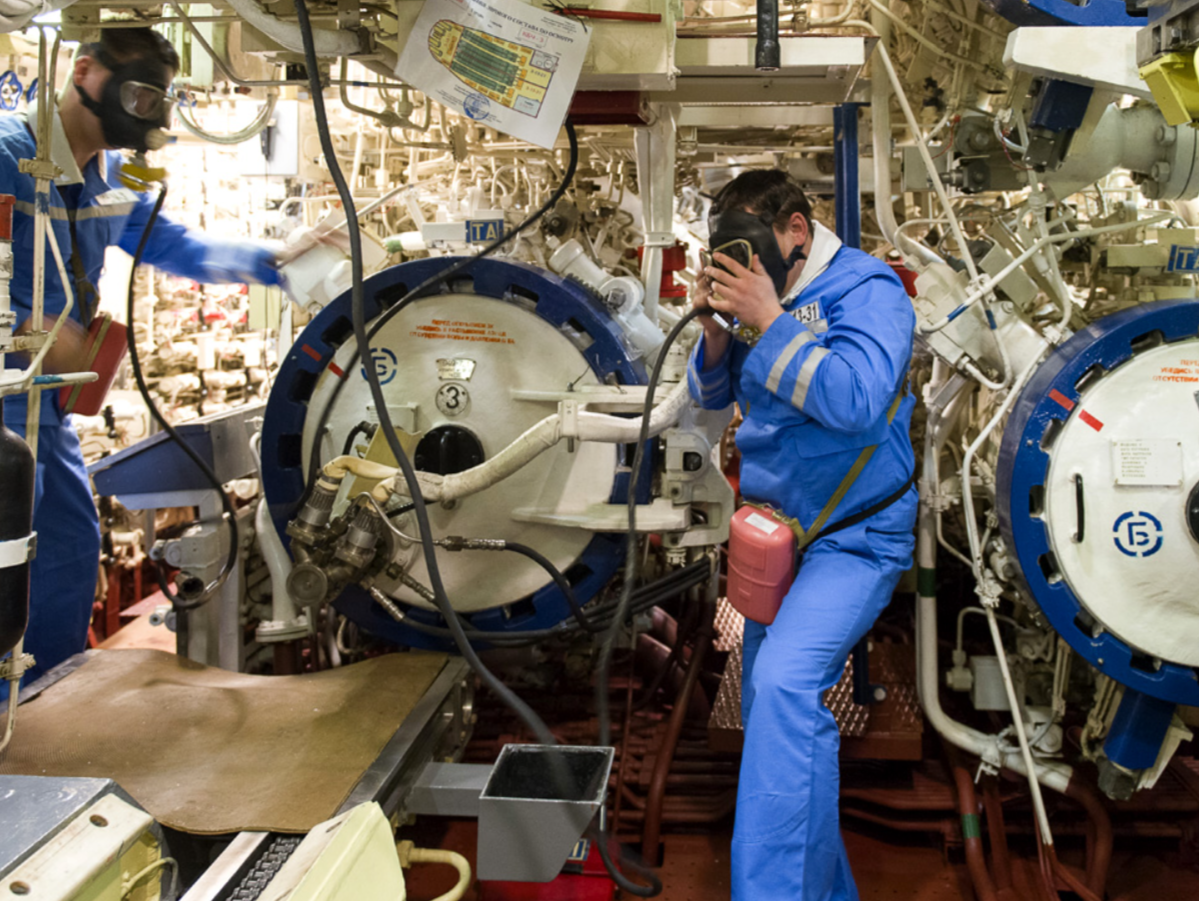
Торпедные аппараты на АПЛ ТОФ

Торпедный аппарат, ранее Минный аппарат — установка для стрельбы торпедами и их хранения.

## История
Наиболее распространенными являются торпедные аппараты трубной конструкции. Снаружи трубы размещаются устройства для выстреливания, приборы дистанционного ввода данных в торпеду, контрольные приборы, стопорные устройства и зацеп для приведения в действие механизмов торпеды.
Торпеда выстреливается сжатым воздухом из баллонов или давлением газов порохового заряда.
При помощи торпедных аппаратов подводные лодки способны также ставить морские мины, запускать крылатые ракеты.
Типы торпедных аппаратов надводных кораблей:
- Неподвижно закреплённые.
- Поворотные.
- На фиксированный угол стрельбы.
- Наводящиеся.

Торпедные аппараты надводных кораблей могут иметь от одной до пяти труб.
На подводных лодках торпедные аппараты неподвижно закреплены в носовой и кормовой частях корпуса. Служат для запуска как самих торпед, так и ракето-торпед, крылатых ракет, в отдельных случаях для запуска беспилотных летательных аппаратов. В аварийных условиях торпедные аппараты могут быть использованы для эвакуации экипажа из подводной лодки.